# Frankie Carle
Francis Nunzio Carlone (Providence, 25 de março de 1903 – Mesa, 7 de março de 2001), mais conhecido como Frankie Carle, foi um líder da banda, escritor, maestro, pianista e compositor estadunidense.
Como compositor, teve várias composições instrumentais como "Falling Leaves", "Roses in the Rain", "Lover's Lullaby", "Carle Boogie", "Sunrise Boogie", "Sunrise in Napoli", "Georgianna", "Blue Fantasy", "I Didn't Know", "The Golden Touch" e "The Apple Valley Waltz".
Foi um líder popular da banda nas décadas de 1940 e 1950. Trabalhou para diferentes bandas de dança. Carle deixou a orquestra de Heidt em 1944, formando o seu próprio grupo. Sua filha, Marjorie Hughes, era a vocalista. Carle tem vários hits nos anos 1940 e início dos anos 1950, incluindo a sua canção de autoria, "Sunrise Serenade" e "Oh! What It Seemed To Be!". Depois que sua banda se dissolveu em 1955, Frankie Carle tem seguido a carreira solo como pianista. Em 1989, ele foi introduzido no Big Band e o Jazz Hall of Fame. Além disso, ele foi premiado com uma estrela na Calçada da Fama de Hollywood, em 1951.

## Álbuns
- Frankie Carle At the Piano, Columbia (C-23 78 RPM Set, 1942)
- Frankie Carle Encores, Columbia (C-70 78 RPM Set, 1943)
- Carle Comes Calling, Columbia (CL-6002 10" Lp, 1948)
- Roses In Rhythm, Columbia (CL-6032 10" Lp/C-174 78 RPM Set, 1949)
- Frankie Carle and his Girl Friends, Columbia (CL-6018 10" Lp/C-97 78 RPM Set, 1948)
- Frankie Carle Dance Parade, Columbia (CL-6047 10" Lp, 1949)
- At The Piano, Columbia (CL-6075 10" Lp, 1949)
- Carle Meets The Masters, Columbia (CL-6085 10" Lp, 1950)
- Frankie Carle Plays Honky Tonk, RCA Victor (LPM-26, 1951)
- Top Pops, RCA Victor (LPM-3024, 1952)
- For Me And My Gal, RCA Victor (LPM-3059, 1952)
- Frankie Carle's Piano Party, Columbia (CL-531, 1953)
- Honky Tonk Piano, RCA Victor (LPM-1188, 1956)
- Cocktail Time with Frankie Carle, RCA Victor (LPM-1221, 1956)
- Frankie Carle's Sweethearts, RCA Victor (LPM 1222, 1956)
- Mediterranean Cruise, RCA Victor (LPM-1275, 1956)
- Frankie Carle's Finest, RCA Victor (LPM-1153, 1957)
- Around The World, RCA Victor (LPM/LSP-1499, 1958)
- 37 Favorites For Dancing, RCA Victor (LPM/LSP-1868, 1958)
- Ridin' High, Vocalion (VL 3622, 1958)
- The Piano Style of Frankie Carle, RCA Camden (CAL 478, 1959)
- Show Stoppers for Dance Time, RCA Victor (LPM-1963, 1959)
- The Golden Touch, RCA Victor (LPM-2139, 1959)
- Take Me Along, RCA Victor (LSP-2142, 1959)
- A Carle-Load of Hits, RCA Victor (LPM/LSP-2148, 1959)
- Top Of The Mark (Featuring Darryl Stevens), RCA Victor (LPM/LSP-2233, 1960)
- The Fabulous Four Hands of Frankie Carle RCA Victor (LSP-2288, 1961)
- The Fabulous Frankie Carle (HL 7140, 1961)
- Honky-Tonk Hits by the Dozen, RCA Victor (LSP-2491, 1962)
- 30 Hits of the Flaming '40s, RCA Victor (LPM-2594, LSP-2594, c1963)
- 30 Hits of the Tuneful '20s, RCA Victor (LPM/LSP-2592, 1963)
- 30 Hits of the Thundering '30s, RCA Victor (LPM/LSP-2593, 1963)
- 30 Hits of the Fantastic '50s, RCA Victor  (LPM/LSP-2881, c1964)
- Roses in Rhythm, Columbia (CL 913, 1963)
- Plays Cocktail Piano, RCA Custom (CPM/CSP-112, 1964)
- Frankie Carle Plays the Big Imported Hits, RCA Victor (LSP-2920, 1964)
- Frankie Carle Plays the Great Piano Hits, RCA Victor (LSP-3425, 1965)
- The Tropical Style of Frankie Carle, RCA Victor (LPM 3609, 1966)
- The Best of Frankie Carle, RCA Victor (LSP 3469, 1966)
- Frankie Carle, Dot (DLP 25789, 1967)
- Somewhere My Love, Dot (DLP 25802/25804, 1967)
- Sunrise Serenade, Harmony (HS 11217, 1967)
- Era: The 30s, Dot (DLP 25847, 1968)
- Era: The 40s, Dot (DLP 25877, 1968)
- Era: The 50s, Dot (DLP 25928, 1969)
- The Best Of, RCA Victor (LSP-3469, 1975)
- The Golden Touch Of Frankie Carle, Good Music Records (GMR80032, p1984)